# Mitja Kruhl
Mitja Kruhl (* 20. Mai 2003 in Hamburg) ist ein deutscher Basketballspieler.

## Werdegang
Der gebürtige Hamburger wechselte 2019 vom Bramfelder SV, für den er in der Jugend-Basketball-Bundesliga gespielt hatte, in die Jugendabteilung der Eisbären Bremerhaven. Über Einsätze in der Eisbären-Mannschaft in der Nachwuchs-Basketball-Bundesliga sowie im Herrenbereich bei der BSG Bremerhaven (2. Regionalliga) empfahl sich Kruhl für Bremerhavens Zweitligaaufgebot. Erstmals wurde er Ende März 2021 in der 2. Bundesliga ProA aufs Feld geschickt.
Mit der zweiten Herrenmannschaft der Eisbären wurde Kruhl 2025 Meister der 2. Regionalliga Nord-West.